# Дженифър Хорсман
Дженифър Хорсман (на английски: Jennifer Horsman) е американска сценаристка, драматург и писателка на бестселъри в жанра романс и детска литература.

## Биография и творчество
Дженифър Хорсман е родена на 12 юли 1957 г. в Сан Франциско, Калифорния, САЩ.
Учи в колежа на Университета на Калифорния в Ървайн, който завършва с бакалавърска степен по социална екология. Там се влюбва в един от своите професори, Джон Флауърс, и впоследствие се омъжва за него.
Докато отглежда децата си започва да пише исторически романси. Първият от тях Passion Flower е публикуван през 1983 г. Всичките ѝ романси да в списъците на бестселърите. През 1996 г. е удостоена с награда за цялостно творчество в жанра на историческия романс от списание Romantic Times.
В средата на 90-те изоставя романсите и започва да пише сценарии, пиеси, детски романи и документалистика. Пише и рецензии за „Пъблишер Уикли“. От 2010 г. започва да пише романтични трилъри.
Дженифър Хорсман Флауърс живее в Лагуна Бийч, Калифорния.

## Произведения

### Самостоятелни романи
- Passion Flower (1983)
- Crimson Rapture (1986)
- Passion's Joy (1987)
- Magic Embrace (1989)
- Magic Romance (1989)
- Forever and a Lifetime (1990)
- Awaken My Fire (1992)
- Virgin Star (1993)
- With One Look (1994)
- A Kiss in the Night (1995)
Целувка в нощта, изд.: ИК „Бард“, София (1996), прев. Пенка Дамянова
- Illicit Flames (2010)

### Детска литература
- The Ice Queen (2010)
- Noah's Ark (2011) – с Джейми Флаурс
- The Rainbow Witch (2011)
- Heaven One Mile (2011)

### Пиеси
- Ben and Me
- The Weight of God

### Сборници
- A Christmas Together (1994) – с Джейн Бонандър, Таня Ан Кросби и Джоан Джонстън

### Документалистика
- Please Don't Eat the Animals: All the Reasons You Need to Be a Vegetarian (2006)
- The Vegetarian Weight Loss Plan (2011)
- Is God Real or Pretend? (2013)